# Novi fosili
Novi fosili (în traducere: „Fosilele noi”) este una din cele mai populare formații pop croate din anii 1970 și 1980.

## Istoria
Formația „Novi fosili” s-a format în anul 1969, iar primul succes discografic l-a avut în 1976, odată cu venirea lui Rajko Dummić. În acest an au fost chemați la festivalul din Split, iar cântecul lor vesel și plin de entuziasm „Diridonda” a devenit hit în întreaga Iugoslavie. Rajko Dujmić se dovedește a fi un compozitor excelent, iar grupa primește premii și omagiile criticii la aproape toate festivalele naționale. Sunt remarcați și la festivalele de la Dresden și Bratislava.
„Novi fosili” devine cea mai populară formație și este aleasă de mai multe ori ca „formația anului”. La toate concertele își prezintă exclusiv propriile compoziții, care constau în mare parte din cântecele lui Dummić. Câteva din cântecele lor au devenit hituri ale tuturor vremurilor: „Da te ne volim” („Dacă nu te-aș iubi”), „Reci mi tiho, tiho” („Spune-mi încet, încet”), „Saša”, „Šuti moj dječače plavi” („Taci, băiatul meu blond”), „Sanja”, „Plava košulja” („Cămașa albastră”). Fac multe turnee prin URSS, SUA, Canada și Europa. Solista vocală Đurđica Barlović este înlocuită în 1983 de Sanja Doležal, care, prin tinerețea ei, aduce formației voiciune, bucurie și entuziasm.

## Albume
1. Novi fosili - 1974
2. Da te ne volim - 1978
3. Nedovršene priče - 1980
4. Budi uvijek blizu - 1981
5. Hitovi sa singl ploča - 1981
6. Za djecu i odrasle - 1982
7. Poslije svega - 1983
8. Volim te od 9 do 2 i drugi veliki hitovi - 1983
9. Tvoje i moje godine - 1985
10. Za dobra stara vremena - 1986
11. Dijete sreće - 1987
12. Poziv na ples - 1987
13. Nebeske kočije - 1988
14. Obriši suze, generacijo - 1989
15. Djeca ljubavi - 1990
16. Bijele suze padaju na grad - 1997
17. Ljubav koja nema kraj - 1998
18. Jesen - 1999
19. Za dobra stara vremena (kompilacija) (together with Srebrna krila) - 2001
20. Za dobra stara vremena (kompilacija) - 2005